# Revoluția Culturală
Marea Revoluție Culturală Proletară (无产阶级文化大革命 în chineză, Wúchǎn Jiējí Wénhuà Dà Gémìng în transliterarea pinyin), deseori numită doar Revoluția Culturală (文革, wéngé), a fost o luptă pentru putere în Partidul Comunist din Republica Populară Chineză, care a inclus o parte semnificativă a societății chinezești și a dus Republica Populară Chineză pe pantă spre război civil. Revoluția Culturală a fost lansată de Mao Zedong pe 16 mai 1965, pentru a-și recăpăta controlul asupra Partidului Comunist după dezastrele Marelui Salt Înainte, care a dus la o pierdere semnificativă a puterii lui Mao spre rivali, precum Liu Shaoqi și Deng Xiaoping. Deși Mao a declarat sfârșitul oficial al Revoluției Culturale în 1969, termenul este astăzi folosit pentru a se referi și la perioada între 1969 și arestarea Bandei celor Patru în 1976.
Între 1968 și 1969, principalii locotenenți al lui Mao, vicepreședintele Lin Biao și nevasta lui Mao, Jiang Qing, au organizat o miliție de tineri, numită Gărzile Roșii, pentru a răsturna inamicii lui Mao și pentru a recăpăta control asupra aparatelor statului. În haosul și violențele care au urmat, milioane au murit sau au fost băgați la închisoare. În timpul revoluției culturale, imnul neoficial al Republicii Populare Chineze era Estul este roșu. În plus, cărți, clădiri istorice, monumente și opere de artă valoroase și unice chinezești au fost distruse, astfel că o mare parte din cultura autentică chinezească, veche de în jur de 5 milenii, a dispărut pentru totdeauna, din cauza programului "Cele patru lucruri învechite".    
Punctul de vedere oficial al Partidului Comunist Chinez post-Maoist, formalizat în 1981, este că Revoluția Culturală a fost o "eroare comprehensivă în magnitudine" și că responsabilitatea primară pentru acest eveniment aparține lui Mao Zedong, "care a fost folosit de contrarevoluționari, precum Lin Biao și Jiang Qing, și care a adus grave daune Partidului și poporului chinez". Acest punct de vedere este astăzi dominant în istoriografia modernă chineză, care separă acțiunile personale lui Mao din Revoluția Culturală cu contribuția sa la formarea Republicii Populare Chineze, și care desparte greșelile sale practice de "corectitudinea" teoriei sale.
Revoluția Culturală rămâne un subiect sensibil în Republica Populară Chineză. Deși este puțină cenzură asupra evenimentelor revoluției, puncte de vedere care merg împotriva doctrinei oficiale din 1981 sunt deseori cenzurate. De asemenea, punctul de vedere că Revoluția Culturală ar fi fost un lucru bun nu este acceptat oficial în China modernă.

## Originile
Majoritatea metodelor de intimidare folosite în Revoluția Culturală fuseseră experimentate în mișcarea ideologică Zhèngfēng yùndòng (lb. chineză: 整风运动) („Mișcarea de rectificare”), care a avut loc la inițiativa Partidului Comunist Chinez între 1942-1944, la baza comunistă Yan'an, o regiune izolată de munte, după Marșul cel Lung al comuniștilor.
Schimbările politice care au avut loc după venirea la putere a comuniștilor au produs și schimbări sociale majore, de exemplu, prin faptul că clasa conducătoare din trecut și intelectualii au fost numiți: de dreapta, revizioniști, elemente negre sau elemente mafiote negre. Locuințele le-au fost confiscate și orice obiect care nu se potrivea cu sistemul de valori a lui Mao a fost distrus.
În 1957, după primul Plan Cincinal, Mao a inițiat așa-numitul Mare Salt Înainte, a pus baza comunelor populare la țară etc. Țelul era dublarea producției agricole și creșterea producției de oțel. Planul a eșuat, rezultatul fiind moartea a între 20 și 30 de milioane de oameni de foame.
O altă mișcare premergătoare Revoluției Culturale a fost „Mișcarea de Educație Socialistă” (Shèhuìzhǔyì Jiàoyù Yùndòng, lb. chineză: 社会主义教育运动) din 1963, mișcare inițiată de Mao. Această mișcare, care viza în principal elevii, nu a avut o influență imediată asupra politicii Chinei, dar a format ideologic o generație de tineri, pe care urma să îi mobilizeze, mai târziu, Mao în Gărzile Roșii. În 1964, această mișcare de educație socialistă a început să se numească Sìqīng Yùndòng (lb. chineză tradițională: 四清運動) („Mișcarea celor Patru Purificări”), adică „purificarea” politicii, a economiei, a organizării și a ideologiei.
Spre sfârșitul anului 1959, viceprimarul Peking-ului, Wu Han, a scris un articol de ziar pe care l-a dezvoltat într-o piesă de operă de Peking, numită Hai Rui Ba Guan, (lb. chineză: 海瑞罢官) („Destituirea lui Hai Rui”), piesă în care mandarinul onest Hai Rui este destituit din funcție de către un împărat corupt din Dinastia Ming.